# Linha 1 do Metrorrey
A Linha 1: Talleres ↔ Exposición é uma das linhas em operação do Metrorrey, inaugurada no dia 25 de abril de 1991. Estende-se por cerca de 18,828 km, dos quais 17,833 km são usados para serviço e o restante para manobras. A cor distintiva da linha é o amarelo.
Possui um total de 19 estações em operação, das quais 1 é superficial e 18 são superficiais. A Estação Cuauhtémoc possibilita integração com a Linha 2.
A linha é operada pela STC Metrorrey. Atende os municípios de Guadalupe e de Monterrei, situados na Região Metropolitana de Monterrei.

## Trechos
A Linha 1, ao longo dos anos, foi sendo ampliada a medida que novos trechos eram entregues. A tabela abaixo lista cada trecho construído, junto com sua data de inauguração, o número de estações inauguradas e o número de estações acumulado:
| Trecho                   | Inauguração         | N.º de estações entregue           | N.º de estações acumulado |
| ------------------------ | ------------------- | ---------------------------------- | ------------------------- |
| San Bernabé ↔ Exposición | 25 de abril de 1991 | 17 (mais 1 foi inaugurada em 1995) | 17 (18 após 1995)         |
| Talleres ↔ San Bernabé   | 11 de junho de 2002 | 1                                  | 19                        |

## Estações
| Nome               | Inauguração         | Município | Integração | Posição    | Latitude      | Longitude      |
| ------------------ | ------------------- | --------- | ---------- | ---------- | ------------- | -------------- |
| Talleres           | 11 de junho de 2002 | Monterrei | -          | Superfície | 25° 45' 14" N | 100° 21' 55" O |
| San Bernabé        | 25 de abril de 1991 | Monterrei | -          | Elevada    | 25° 44' 54" N | 100° 21' 42" O |
| Unidad Modelo      | 25 de abril de 1991 | Monterrei | -          | Elevada    | 25° 44' 31" N | 100° 21' 18" O |
| Aztlán             | 25 de abril de 1991 | Monterrei | -          | Elevada    | 25° 43' 56" N | 100° 20' 51" O |
| Penitenciaría      | 25 de abril de 1991 | Monterrei | -          | Elevada    | 25° 43' 24" N | 100° 20' 33" O |
| Alfonso Reyes      | 25 de abril de 1991 | Monterrei | -          | Elevada    | 25° 42' 58" N | 100° 20' 33" O |
| Mitras             | 25 de abril de 1991 | Monterrei | -          | Elevada    | 25° 42' 20" N | 100° 20' 33" O |
| Simón Bolívar      | 25 de abril de 1991 | Monterrei | -          | Elevada    | 25° 41' 57" N | 100° 20' 36" O |
| Hospital           | 25 de abril de 1991 | Monterrei | -          | Elevada    | 25° 41' 31" N | 100° 20' 39" O |
| Edison             | 25 de abril de 1991 | Monterrei | -          | Elevada    | 25° 41' 13" N | 100° 20' 01" O |
| Central            | 25 de abril de 1991 | Monterrei | -          | Elevada    | 25° 41' 13" N | 100° 19' 28" O |
| Cuauhtémoc         | 25 de abril de 1991 | Monterrei |            | Elevada    | 25° 41' 10" N | 100° 19' 01" O |
| Del Golfo          | 25 de abril de 1991 | Monterrei | -          | Elevada    | 25° 41' 06" N | 100° 18' 24" O |
| Félix Uresti Gómez | 25 de abril de 1991 | Monterrei | -          | Elevada    | 25° 41' 02" N | 100° 17' 48" O |
| Parque Fundidora   | 25 de abril de 1991 | Monterrei | -          | Elevada    | 25° 41' 01" N | 100° 17' 17" O |
| Y Griera           | 25 de abril de 1991 | Monterrei | -          | Elevada    | 25° 41' 00" N | 100° 16' 46" O |
| Eloy Cavazos       | 25 de abril de 1991 | Guadalupe | -          | Elevada    | 25° 40' 48" N | 100° 15' 51" O |
| Lerdo de Tejada    | 21 de maio de 1995  | Guadalupe | -          | Elevada    | 25° 40' 47" N | 100° 15' 10" O |
| Exposición         | 25 de abril de 1991 | Guadalupe | -          | Elevada    | 25° 40' 46" N | 100° 14' 44" O |